# 휠체어 펜싱

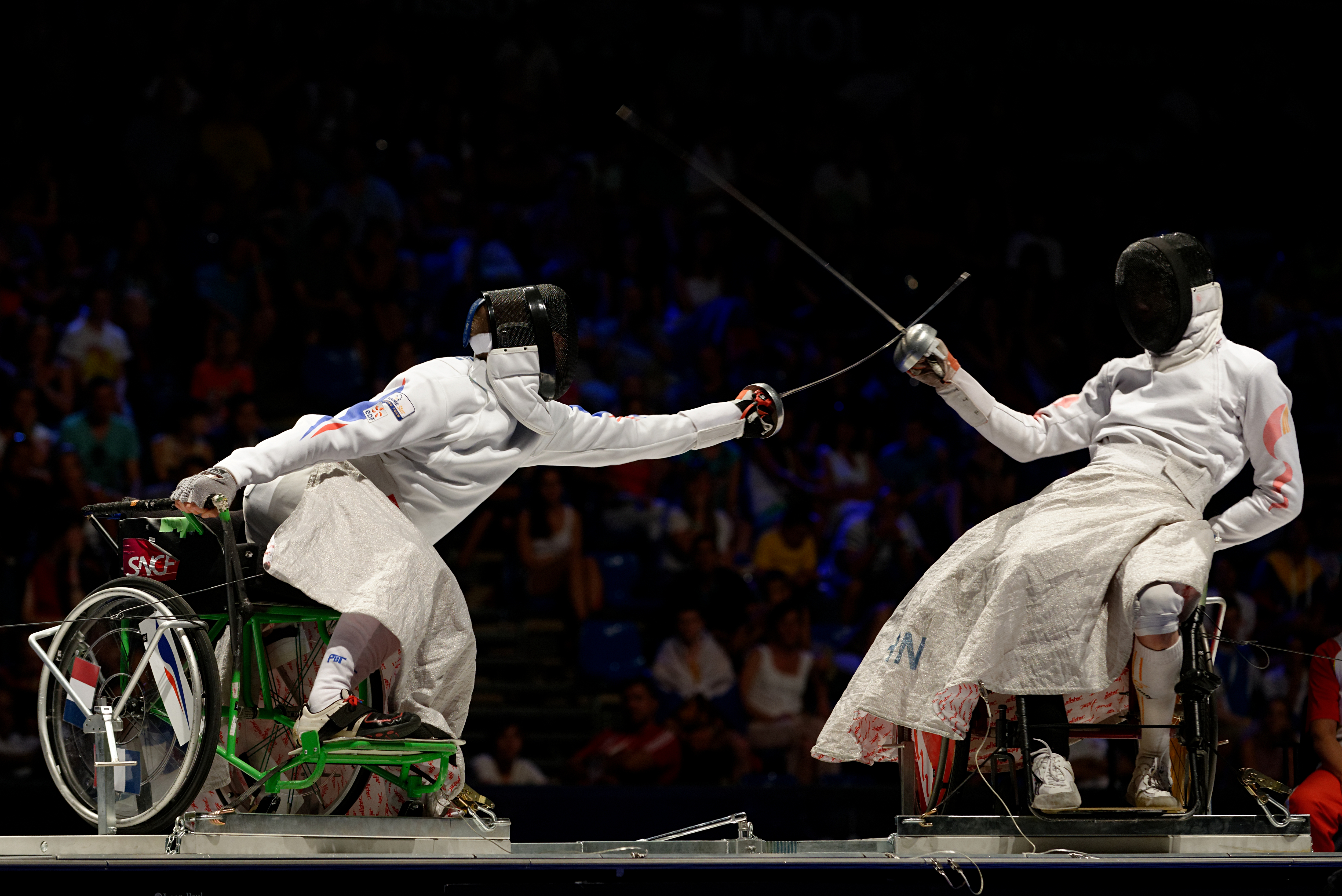
프랑스의 Romain Noble(왼쪽)과 중국의 Tian Jianquan이 2013년의 부다페스트에서 열린 휠체어 펜싱 에페 결승전에서 맞붙고 있다.

휠체어 펜싱(영어: wheelchair fencing)은 신체 장애인을 위해 펜싱을 변형한 스포츠이다. 현재 하계 패럴림픽 정식 종목으로 채택되어있다.

## 같이 보기
- 패럴림픽 경기 종목